# 299e division de fusiliers (1re formation)
Pour les articles homonymes, voir 299e division.
Pour la division recréée en 1942, voir 299e division de fusiliers (2e formation).
La 299e division de fusiliers (en russe : 299-я стрелковая дивизия) est une division d'infanterie de l'Armée rouge de l'Union soviétique pendant la Seconde Guerre mondiale, formée à l'été 1941 et détruite lors de la bataille de Moscou à l'automne de cette année

## Historique
La 299e division commence à se former le 10 juillet 1941 à Belgorod, dans le district militaire d'Orel (en). Son ordre de bataille de base comprend les 956e, 958e et 960e régiments de fusiliers, ainsi que le 843e régiment d'artillerie et le 363e bataillon de reconnaissance. Début août, la division est envoyée vers l'ouest sur le front de Briansk, où elle est affectée à la 50e armée à la fin août. La 299e est prise dans l'opération Typhon, l'attaque allemande sur Moscou, fin septembre. Bien qu'elle ne soit pas piégée dans la poche de Bryansk, la division subit de lourdes pertes lors des combats d'octobre et début novembre, et le 18 novembre, il ne reste que 800 hommes dans la division. Le 3 décembre, la 299e division est officiellement dissoute, peut-être pour renforcer les divisions se préparant à la contre-offensive soviétique à Moscou.